# Żółw lamparci

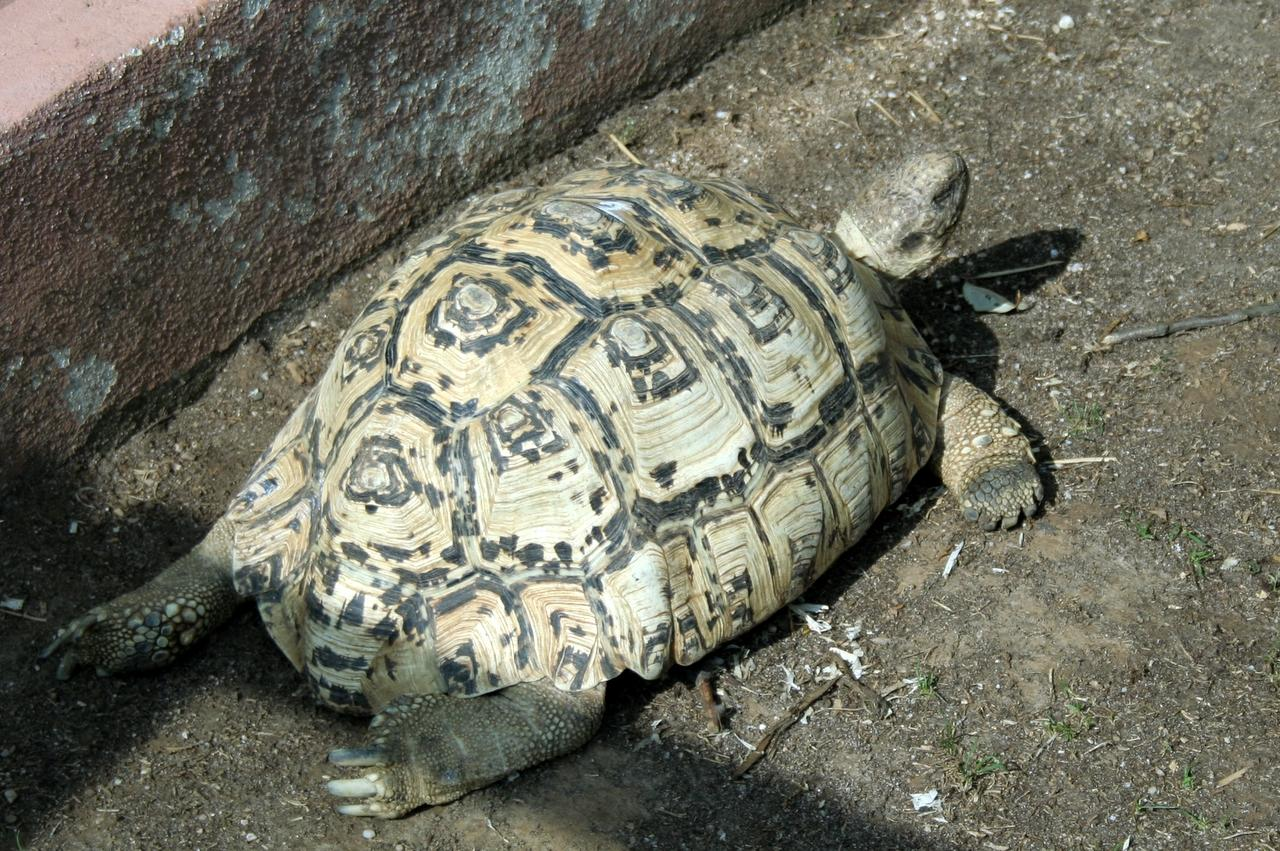
Zoo w Amnéville, Lotaryngia, Francja

Żółw lamparci, żółw plamisty (Stigmochelys pardalis) – gatunek żółwia lądowego z monotypowego rodzaju Stigmochelys; zamieszkuje Afrykę Subsaharyjską.
Nazwa tego gada pochodzi od charakterystycznego wzorku na karapaksie. Żywi się trawami i kaktusami.